# خوسيه مانويل لوبيز
خوسيه مانويل لوبيز (بالإسبانية: José Manuel López)‏ هو لاعب كرة قدم أرجنتيني، ولد في 6 ديسمبر 2000 في San Lorenzo, Santa Fe ‏ في الأرجنتين.

## وصلات خارجية
- خوسيه مانويل لوبيز على موقع قاعدة بيانات كرة القدم.إي يو (الإنجليزية)
- خوسيه مانويل لوبيز على موقع Soccerway.com (الإنجليزية)